# Carlo Chenis
(dal testamento spirituale di Carlo Chenis)
Carlo Chenis (Torino, 20 aprile 1954 – Roma, 19 marzo 2010) è stato un vescovo cattolico italiano.

## Biografia
Nacque a Torino il 20 aprile 1954. Maturò la sua vocazione frequentando l'oratorio salesiano e la scuola media Michele Rua in borgata Monterosa a Torino.

### Formazione e ministero sacerdotale
Compì gli studi in filosofia e teologia presso l'Università Pontificia Salesiana.
Il 26 maggio 1984 fu ordinato sacerdote per la Società salesiana di San Giovanni Bosco a Cuorgnè per l'imposizione delle mani del vescovo di Susa Vittorio Bernardetto.
Nel 1989 conseguì la laurea in materie letterarie con specializzazione in scienze artistiche presso l'Università degli Studi di Torino.
Docente di filosofia teoretica presso l'Università Pontificia Salesiana, ricoprì anche numerosi incarichi nel settore amministrativo accademico.
Dal 1986 al 1998 fu coordinatore del Segretariato relazioni studenti e cappellano dell'Università.
Nel luglio del 1995 venne nominato segretario della Pontificia commissione per i beni culturali della Chiesa e nel settembre dello stesso anno membro della Pontificia commissione di archeologia sacra.
Nel 2002, assieme a Luciano Caramel, cura la "Decima Biennale d'Arte Sacra - Nel segno della luce" presso il Museo Stauros d'Arte Sacra Contemporanea su la Passione di Cristo. Tra gli artisti invitati Wolf Vostell, Joseph Beuys, Mauro Reggiani, Andres Serrano, Luigi Veronesi, Mario Radice, Giuseppe Chiari, Yves Klein, Gina Pane, Jannis Kounellis, Robert Morris, Antonino Bove, Mimmo Paladino, Vik Muniz e Dan Flavin.
Nel 2006, insieme con Gianfranco Ravasi, Giuseppe Laras, Pierangelo Sequeri, Silvia Gervasoni, Alda Merini e Franco Bonilauri, contribuì alla realizzazione di un catalogo, dal titolo "L'ospitalità dell'Arca", sulle opere sacre realizzate dall'artista bergamasco Giovanni Bonaldi per la cappella dell'oratorio di Mozzo (Bg) improntate sul dialogo ebraico-cristiano.

### Ministero episcopale
Il 21 dicembre 2006 fu eletto vescovo di Civitavecchia-Tarquinia.
Ricevette la consacrazione episcopale il 10 febbraio 2007 nella basilica di San Giovanni Bosco a Roma per l'imposizione delle mani del cardinale Segretario di Stato Tarcisio Bertone. Il 24 febbraio prese possesso della diocesi.
Sotto la sua guida venne realizzata, nel porto storico di Civitavecchia, una chiesa all'interno dei mercati traianei. In qualità di studioso ancorché di segretario dei beni culturali della chiesa, si occupò di arte sacra e di iconografia e prese parte, con la pubblicazione di alcune opere significative, al grande dibattito culturale che pone ancora oggi al centro dell'attenzione di critici e storici il tema della spiritualità nell'arte contemporanea. Egli stesso si fece sostenitore e mecenate di artisti e pittori meritevoli. Nel 2007 fece parte della Commissione di consulta per l'eccellenza estetica della ricostruita cattedrale di Noto e suggerì il nome dell'amico pittore russo Oleg Supereko, che aveva realizzato l'icona per la sua ordinazione episcopale, indicandolo come tra i pochi artisti in grado di eseguire ancora oggi le decorazioni della cupola in modo contestuale al Settecento siciliano e con la ormai desueta tecnica dell'affresco.
Il 26 gennaio 2010 indirizzò ai fedeli della diocesi una sentita lettera nella quale annunciò loro di essere affetto da un tumore invasivo al pancreas. Affrontando con serenità la malattia, morì al policlinico Agostino Gemelli di Roma alle 15:45 del 19 marzo. Il rito funebre si tenne il 23 marzo nel porto storico di Civitavecchia alla presenza di oltre 10.000 fedeli e 60 vescovi e fu presieduto dal cardinale Segretario di Stato Tarcisio Bertone, e durante il quale l'amministratore apostolico Gino Reali lo ricordò in un commovente messaggio.
Riposa, per volontà testamentaria, presso il santuario diocesano della Madonna delle Grazie di Allumiere.
Nel 2011 il comune di Borore, piccolo paese della Sardegna centrale dove don Carlo Chenis trascorreva e celebrava da parecchi anni le festività pasquali e natalizie, su invito del parroco don Peppinio Uda, gli ha intitolato - dopo il conferimento nel 1996 della cittadinanza onoraria - una piazza nel centro storico. Ed è proprio a Borore ed al rito pasquale de S'iscravamentu (la deposizione) che Carlo Chenis nel 1995 aveva dedicato il libro "S'iscravamentu: Celebrazione comunitaria sulla deposizione di Gesù secondo l'uso della Sardegna".

## Genealogia episcopale
La genealogia episcopale è:
- Cardinale Scipione Rebiba
- Cardinale Giulio Antonio Santori
- Cardinale Girolamo Bernerio, O.P.
- Arcivescovo Galeazzo Sanvitale
- Cardinale Ludovico Ludovisi
- Cardinale Luigi Caetani
- Cardinale Ulderico Carpegna
- Cardinale Paluzzo Paluzzi Altieri degli Albertoni
- Papa Benedetto XIII
- Papa Benedetto XIV
- Cardinale Enrico Enriquez
- Arcivescovo Manuel Quintano Bonifaz
- Cardinale Buenaventura Córdoba Espinosa de la Cerda
- Cardinale Giuseppe Maria Doria Pamphilj
- Papa Pio VIII
- Papa Pio IX
- Cardinale Gustav Adolf von Hohenlohe-Schillingsfürst
- Arcivescovo Salvatore Magnasco
- Cardinale Gaetano Alimonda
- Cardinale Agostino Richelmy
- Vescovo Giuseppe Castelli
- Vescovo Gaudenzio Binaschi
- Arcivescovo Albino Mensa
- Cardinale Tarcisio Bertone, S.D.B.
- Vescovo Carlo Chenis, S.D.B.

## Opere
- Carlo Chenis, Giovanni Bonaldi, L'ospitalità dell'Arca, Silvana Editoriale, Milano 2006.
- Carlo Chenis, Artisti del bene e del sorriso. Scritti pastorali, testimonianze, a cura di Marco Bay, Roma, Editrice LAS, 2011. (contiene la bibliografia completa delle opere, alcuni scritti scelti e testimonianze in 432 pp. + 32 tavole fotografiche)
- Carlo Chenis e Angelo Casciello, Visioni del sacro, Opere 1973-2001, San Gabriele (Teramo), Edizioni Staurós, 2001
- Percorsi artistici 2000, Annali Fondazione Staurós Italiana Onlus III, San Gabriele (Teramo), Edizioni Staurós, 2001
- Festa dell'Artista. Giubileo degli Artisti Fondazione Staurós Italiana, 18 settembre 1999, San Gabriele (Teramo), Edizioni Eco, 2000
- Cento Artisti rispondono al Papa. Commento in opere e parole alla Lettera del Papa Giovanni Paolo II agli Artisti, Fondazione Staurós Italiana, 5 gennaio-21 aprile 2000, San Gabriele (Teramo), Edizioni Eco, 2000
- Il turismo religioso e il grande Giubileo del 2000, Ed. Polistampa, Firenze, 1999
- L'arte per il culto nel contesto postconciliare, San Gabriele (Teramo), Edizioni Staurós, 1998
- L'iconografia, Edizioni Staurós, San Gabriele (Te), 1999
- Carlo Chenis, S'iscravamentu: Celebrazione comunitaria sulla deposizione di Gesù secondo l'uso della Sardegna, 1995, Borore. URL consultato l'8 gennaio 2023.
- I beni culturali tra stato e regioni - Tra centro e periferia, Edizioni ETS, Pisa, 1988
- Ragioni concettuali e valenze linguistiche dell'arte contemporanea - Un tentativo di diagnosi e di terapia, Edizioni Staurós, San Gabriele (Te), 1996
- Fondamenti teorici dell'arte sacra, Magistero post-conciliare, LAS, Roma, 1990